# 南洲街道
南洲街道，是中华人民共和国广东省广州市海珠区下辖的一个乡镇级行政单位。

## 行政区划
南洲街道下辖以下地区：
上冲西约社区、上冲中约社区、上冲东约社区、水基社区、环秀坊社区、西村社区、新渔社区、大沙社区、西滘社区、桥南社区、后滘社区和池滘社区。

## 交通

### 地铁
- █广州地铁2号线：南洲站
- █广州地铁3号线：沥滘站
- █广佛地铁：南洲站、沥滘站
- █广州地铁11号线：上涌站、大塘站